# 鲁伊吉省
鲁伊吉省（Ruyigi Province）布隆迪17个省之一。位于布隆迪東部边境。分为7个社区。省会鲁伊吉。因内战，有难民在布隆迪和坦桑尼亚边境活动。国境附近国道11号線、中央部国道13号線通过。西北有河流、北部有国立公園。1999年估計人口304,567人。面積2,339 km²。

## 脚註
1. ↑  ブルンジ共和国に対する国連難民高等弁務官事務所 (UNHCR) を通じた無償資金協力「ブルンジ難民の帰還及び再統合支援計画」に関する書簡の交換について （页面存档备份，存于）、日本国外務省、平成19年12月20日。
2. ↑  . Statoids.

3°31′47″S 30°17′31″E / 3.52972°S 30.29194°E